# Регулаторна агенција за електронске комуникације и поштанске услуге
Регулаторна агенција за електронске комуникације и поштанске услуге (РАТЕЛ) своју мисију везује за интерес корисника услуга: подстицањем регулаторне предвидивости, спречавањем дискриминације, обезбеђивање ефикасног управљања ограниченим добрима, промовисањем инвестиција, заштитом конкуренције и развоју тржишта у региону.

## Оснивање
Регулаторна агенција за електронске комуникације и поштанске услуге (РАТЕЛ) основана je 2005. године као Републичка агенција за телекомуникације, у складу са Законом о телекомуникацијама. Као национално регулаторно тело и самостални правни субјекат, РАТЕЛ је добио задатак да обезбеди ефикасно спровођење и унапређивање утврђене политике у области телекомуникација у Републици Србији, а у циљу даљег развоја телекомуникација и стварања услова за успостављање информационог друштва. Након ступања на снагу Закона о електронским комуникацијама 2010. године РАТЕЛ је наставио рад као Републичка агенција за електронске комуникације, а изменама Закона о електронским комуникацијама и Закона о поштанским услугама из 2014. године, Републичка агенција за поштанске услуге (РАПУС) и Републичка агенција за електронске комуникације су спојене, да би наставиле са радом као Регулаторна агенција за електронске комуникације и поштанске услуге, уз задржавање скраћеног назива РАТЕЛ.
Законом о информационој безбедности („Службени гласник РС", бр. 6/16 и 94/17), који је Народна скупштина Републике Србије донела 26. јануара 2016. године, одређено је да РАТЕЛ обавља послове Националног центра за превенцију безбедносних ризика у ИКТ системима, односно да координира превенцију и заштиту од безбедносних ризика у ИКТ системима у Републици Србији на националном нивоу.
РАТЕЛ обавља јавна овлашћења чији је циљ ефикасно спровођење утврђене политике у области електронских комуникација и поштанских услуга, подстицање конкуренције на тржишту електронских комуникационих мрежа и услуга, унапређивање њиховог капацитета и квалитета, развој тржишта и заштита интереса корисника електронских комуникација и поштанских услуга.
Као национално регулаторно тело Републике Србије за област електронских комуникација и поштанских услуга, РАТЕЛ има задатак да омогући успешно спровођење процеса либерализације у сектору телекомуникација и поштанских услуга, управљање радио-фреквенцијама и контролу спектра као ограниченог ресурса од националног значаја, као и хармонизацију прописа И њихову имплементацију, са правним оквиром Европске уније.Такође, РАТЕЛ обављајући послове Националног ЦЕРТ-а, врши координацију и превенције и заштите од безбедносних ризика у ИКТ системима у Републици Србији на националном нивоу.

## Надлежности РАТЕЛ-а
Надлежности РАТЕЛ-а у регулисању тржишта електронских комуникација и поштанских услуга:
- доноси подзаконске акте;
- одлучује о правима и обавезама оператора и корисника;
- сарађује са органима и организацијама надлежним за област радиодифузије, заштите конкуренције, заштите потрошача, заштите података о личности и другим органима и организацијама по питањима значајним за област електронских комуникација;
- сарађује са надлежним регулаторним и стручним телима држава чланица Европске уније и других држава ради усаглашавања праксе примене прописа из области електронских комуникација и подстицања развоја прекограничних електронских комуникационих мрежа и услуга ;
- учествује у раду међународних организација и институција у области електронских комуникација у својству националног регулаторног тела у области електронских комуникација;
- обавља регулаторне и друге послове из области поштанских услуга, у складу са посебним законом којим се уређују поштанске услуге;
- обавља друге послове у складу са законом.

## Циљеви и начела
Циљеви и начела регулисања односа у области електронских комуникација:
- обезбеђивању услова за равномеран развој електронских комуникација на целој територији Републике Србије;
- обезбеђивању предвидивости пословања и равноправних услова за пословање оператора;
- усклађивању обављања делатности у области електронских комуникација са домаћим и међународним стандардима;
- обезбеђивању доступности услуга универзалног сервиса свим грађанима у Републици Србији, уз задовољење потреба специфичних друштвених група, укључујући особе са инвалидитетом, старије и социјално угрожене кориснике;
- обезбеђивању међуповезивања електронских комуникационих мрежа и услуга, односно оператора, под равноправним и узајамно прихватљивим условима;
- подстицању конкуренције, економичности и делотворности у обављању делатности електронских комуникација, на технолошки неутралној основи;
- подстицању рационалног и економичног коришћења нумерације и радио-фреквенцијског спектра, на технолошки неутралној основи;
- обезбеђивању максималне користи за кориснике електронских комуникација, укључујући особе са инвалидитетом, старије и социјално угрожене кориснике, нарочито у смислу избора, цене и квалитета;
- обезбеђивању високог нивоа заштите интереса потрошача у односу са операторима, нарочито обезбеђивањем доступности јасних и потпуних информација о ценама, условима приступа и коришћења (укључујући ограничења) и квалитету јавних комуникационих мрежа и услуга, као и ефикасним поступањем по притужбама на рад оператора;
- обезбеђивању сталног унапређења квалитета услуга електронских комуникација;
- обезбеђивању могућности крајњих корисника да, приликом коришћења јавних комуникационих мрежа и услуга, слободно приступају и дистрибуирају информације, као и да користе апликације и услуге по свом избору;
- обезбеђивању високог нивоа заштите података о личности и приватности корисника, а у складу са Законом о заштити података о личности и другим законима;
- осигуравању безбедности и интегритета јавних комуникационих мрежа и услуга.

## Делокруг рада
Послове из делокруга рада Агенције обављају организационе јединице:
- Сектор за електронске комуникације[2]
- Сектор за правне и опште послове[3]
- Сектор за анализу тржишта и економске послове[4]
- Сектор за поштанске услуге[5]
- Служба за информациону безбедност и технологије[6]

Агенција одређене послове (мерења и испитивања) ради у јединицама ван свог седишта као контролно-мерни центри (KMC Beograd-Dobanovci i KMC Niš).

## Даљи развој
Даљи развој телекомуникација и задовољење јавних интереса се одвијају кроз:
- регулација на принципима тржишне економије и трошковном принципу
- увођење нових оператора
- увођење нових сервиса
- побољшање квалитета постојећих сервиса